# Damija
Damija (arab. دامية; Dāmiyah, Damia) – miejscowość w muhafazie Al-Balka w Jordanii przy granicy z Izraelem (Zachodni Brzeg), leżąca po wschodniej stronie rzeki Jordan, ok. 1 km na południe od miejsca, gdzie do Jordanu wpada Nahr az-Zarka, czyli ok. 28 km na północny wschód od Jerycha. W pobliżu znajduje się most Damija, nazywany również Mostem Adama od biblijnego miasta Adam, z którym utożsamiana jest miejscowość. W 2015 r. liczyła 1458 mieszkańców.